# پارک مه دی (روستوف-نا-دونو)
پارک می دی (روسی: Парк имени ۱ Мая پارکی در روستوف-نا-دونو است که در سال ۱۸۵۵ تأسیس شد. این پارک در منطقه شهری کیروفسکی در محل قلعه سابق سنت دیمیتری روستوف واقع شده است. پارک روز اول ماه مه، همان‌طور که در ابتدا در نیمه دوم قرن نوزدهم سازماندهی شده بود، برنامه‌ریزی تاریخی و تا حدودی محوطه‌سازی خود را حفظ کرده است. این پارک دارای سازه‌های زیرزمینی است، بنابراین یک مکان باستان‌شناسی نیز محسوب می‌شود.
قلعه و پارک از جمله میراث فرهنگی با اهمیت فدرال هستند و تحت حفاظت وزارت فرهنگ روسیه قرار دارند و ثبت ملی شده‌اند.

## تاریخچه و توضیحات

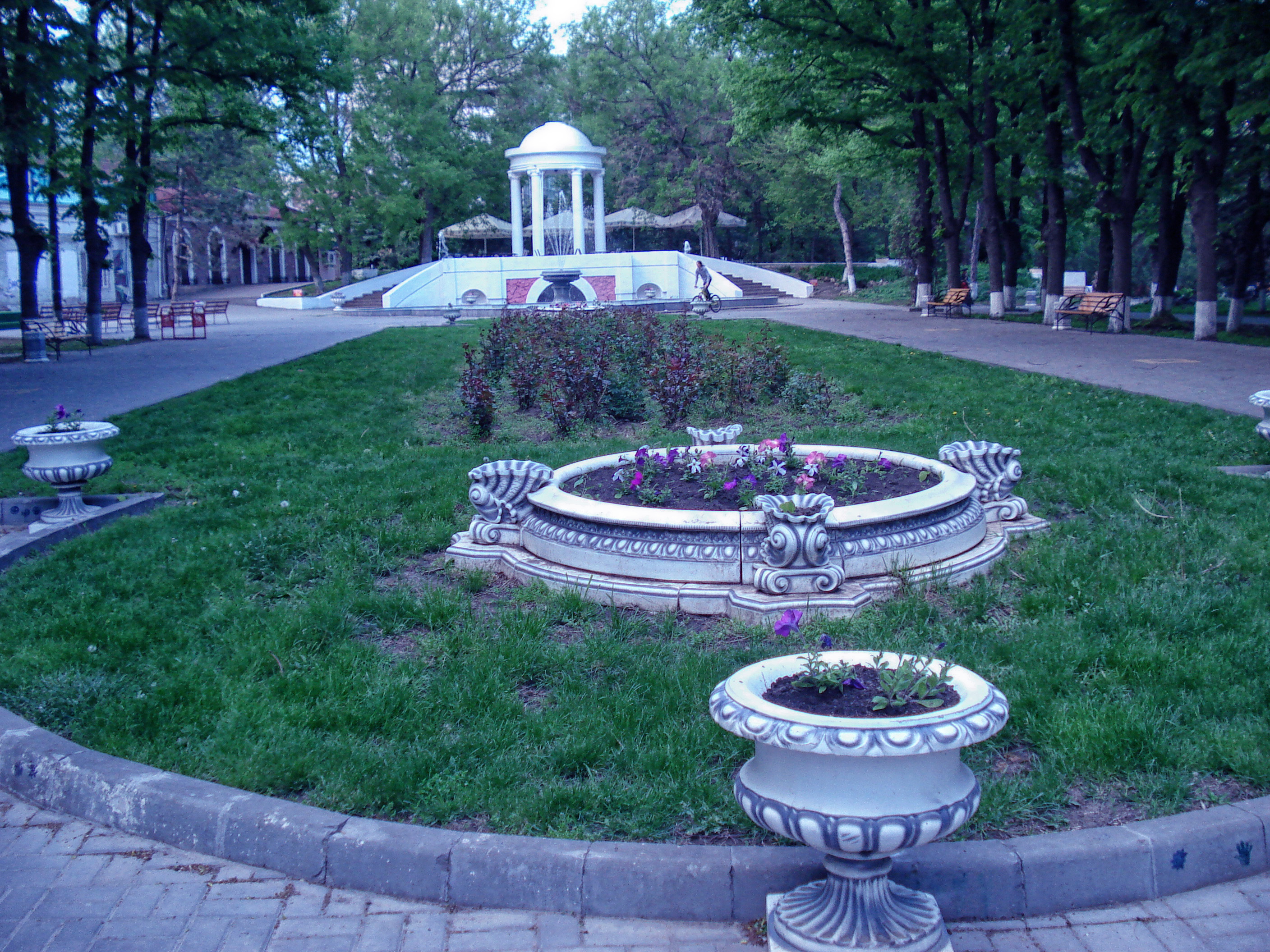
پارک روز اول ماه مه

قلمرو قلعه سابق سنت دیمیتری روستوف در سال ۱۸۵۵ به مالکیت باشگاه تجاری تابستانی روستوف-نا-دونو درآمد. مالکان تصمیم گرفتند از آقای پیترز، معمار اهل سنت پترزبورگ، برای تهیه پیش‌نویس پروژه‌ای برای چیدمان باغ دعوت کنند. در طول کارهای ساختمانی، سازندگان، خانه‌های چوبی و تونل‌هایی را کشف کردند. پیترز این موضوع را در نظر گرفت: وقتی او نقشه خود را می‌کشید، تصمیم گرفت تمام سازه‌های عظیم را در بخش‌هایی که عاری از سازه‌های زیرزمینی بودند، قرار دهد؛ بنابراین، بالای تونل‌ها کوچه باغ‌هایی وجود داشت و یک فواره بالای اتاق زیرزمینی دو طبقه ساخته شد. کوچه اصلی پارک به شکل یک خط مورب از ساختمان مدور تا باغ گل سنگفرش شد. در قلمرو باغ جدید، زمین‌های ورزشی ساخته شد، یک گلخانه ایجاد شد و کوچه‌ای از درختان لیمو کاشته شد.

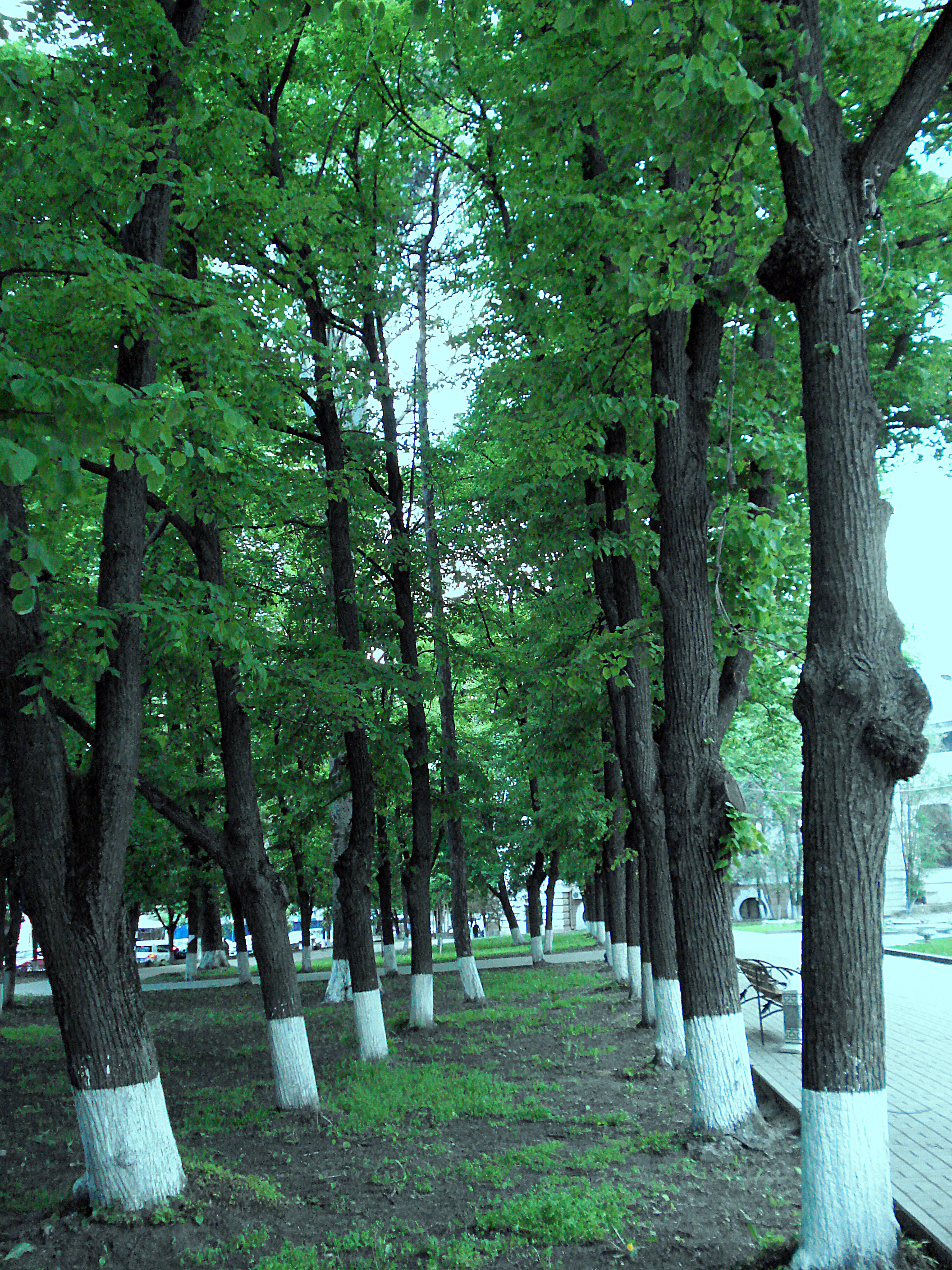
نمدار صد ساله در پارک روز کارگر

در سال ۱۹۰۱، یک ساختمان مدور با ۶ ستون به سبک نوکلاسیسیسم نیز در آنجا ساخته شد. سازندگان از آجرهای قلعه قدیمی استفاده کردند و نویسنده این پروژه معمار نیکولای الکساندروویچ دوروشنکو بود. در زیر زیرزمین ساختمان مدور یک اتاق زیرزمینی وجود داشت. در سال‌های ۱۹۱۲–۱۹۱۳ در قسمت غربی باغ، یک ساختمان آجری سه طبقه از باشگاه تجاری تابستانی به سبک آرت نوو ساخته شد که توسط معمار گئورگی گلات طراحی شده بود.
در آغاز قرن بیستم، این باغ که بعدها به پارک روز کارگر معروف شد، مکان مورد علاقه ساکنان روستوف-نا-دونو و ناخیجوان-نا-دونو بود. در تابستان، یک ارکستر در اینجا می‌نواخت، اجراهای هنری و کنسرت‌های موسیقی مختلفی برگزار می‌شد. در گلخانه‌ها درختان نخل پرورش می‌یافت و در اینجا چراغانی می‌شد. در میان بازدیدکنندگان، افراد بانفوذ شهر، بازرگانان و مقامات دولتی محلی حضور داشتند.
در گذشته، این پارک حصار داشت، اما اکنون نیاز به مرمت دارد. در دهه ۱۹۲۰، ترکیبات باغ و پارک با الگوهای هندسی تعبیه شده در آنها هنوز در پارک باقی مانده بود. همچنین یک تقویم گل وجود داشت که مرتباً به روز می‌شد. در دهه ۱۹۷۰، نمایشگاه‌های گل در آنجا برگزار می‌شد. در سال ۱۹۸۶، به دلیل آتش‌سوزی، گلخانه آسیب دید و متعاقباً در محل آن یک پارکینگ ایجاد شد.
در قلمرو پارک، یک کوچه نمدار وجود دارد که قدمت آن بیش از ۱۲۰ سال است. در سال ۲۰۰۰، یک کوچه جدید از ۵۵ نهال نمدار کاشته شد. تا ماه مه ۲۰۰۵، پنج درخت دیگر نیز کاشته شد.
در اکتبر ۲۰۱۵ اعلام شد که این پارک با کمک سرمایه‌گذاران جذب‌شده بازسازی خواهد شد.